# اولکن دامدی
اولکن دامدی (انگلیسی: Ulken Damdi) یک رودخانه در استان قوستانای کشور قزاقستان است.